# Punkt-wielopunkt
Komunikacja punkt-wielopunkt (ang. point-multipoint) – komunikacja bezprzewodowa, która jest realizowana za pomocą odrębnego typu połączenia jeden do wielu, zapewniająca wiele ścieżek z jednego miejsca do różnych miejsc. Punkt-wielopunkt jest ogólnie opisywany skrótami PTMP, P2MP lub PMP. Jest ona powszechnie stosowana w telekomunikacji.

## Budowa i zasada działania
Sieć PMP składa się ze stacji bazowej, punktów końcowych (jednostek abonenckich) i anten. Stacja bazowa łączy wiele stacji abonenckich w jedną centralną lokalizacje. W dużych wdrożeniach mogą posiadać dedykowane łącze do sieci rdzeniowej, która przesyła dane na znacznie większe odległości (dziesiątki lub setki kilometrów). Ten mechanizm nazywa się „backhauling”. Jednostki abonenckie są to urządzenia klienckie podłączone na skraju sieci PMP, które nie komunikują się ze sobą bezpośrednio, ale za pośrednictwem stacji bazowej. Anteny centralne lub układy antenowe nadają do wielu anten odbiorczych, Warunkiem poprawnej pracy jest to, aby wszystkie odległe lokalizacje znajdowały się w zasięgu widoczności i zasięgu stacji bazowej. Dlatego są one montowane na wysokich budynkach, na szczytach gór w linii prostej z możliwie jak największą liczbą odbiorców.

## Stosowane częstotliwości
- RF w zakresie od 700 do 900 MHz. Sprzęt działający na tych falach radiowych zwykle wymaga najmniej skomplikowanej technologii, ale niestety jest to zajęty obszar widma częstotliwości i tylko niewielka jego część jest dostępna dla nielicencjonowanych użytkowników.
- Mikrofale (w zakresach od 2,4–2,7 GHz, 5,4–5,8 GHz i 26–28 GHz). Stosowane np. telefonii komórkowej.
- Fale milimetrowe (zakres 58–90 GHz). Urządzenia działające na tych częstotliwościach zwykle używane są do zastosowań o dużej przepustowości, ponieważ instalacja i konserwacja oraz sam sprzęt jest bardzo drogi i skomplikowany.

## Przykładowe zastosowania
- Jest stosowana do zapewnienia łączności dla kamer bezpieczeństwa IP.
- W telefonii IP.
- Dostawców usług internetowych (WISP).
- Łączność prywatnych przedsiębiorstw z biurami w odległych lokalizacjach.

## Zalety i wady
Zalety:
- bardzo dobra skalowalność,
- niezawodność,

- łatwość instalacji i konserwacji.

Wady:
- słabsza wydajność niż w sieciach przewodowych,
- wyższy koszt początkowy.